# Vermifugation
La vermifugation désigne l'administration d'un médicament antihelminthique destiné à éliminer les vers intestinaux d'un humain ou d'un animal.

## Types de vermifugation

### Vermifugation systématique
Elle consiste à vermifuger les animaux à des dates précises.

### Vermifugation raisonnée
La vermifugation raisonnée s'oppose à la vermifugation systématique. 

## Molécules employées
De nombreuses molécules sont disponibles sur le marché comme vermifuges.

## Recommandations
Des organismes vétérinaires comme la European Scientific Counsel Companion Animal Parasites (ESCCAP) ou le British Veterinary Association élaborent des recommandations basées sur l'évaluation de plusieurs facteurs, comme l'exposition aux parasites, la probabilité de leur présence et leur dangerosité, dans le but de diminuer le risque de résistance tout en considérant les risques zoonotiques. 

### Carnivores domestiques
Pour les chiens et les chats adultes, l'ESCCAP recommande une évalution individuelle des besoins en vermifugation pour chaque animal.

### Chevaux
Le plan de vermifugation et le choix de la molécule à utiliser dépendent à la fois de l'âge de l'individu, de son poids, du fait qu'il soit excréteur ou non de vers, mais aussi de la saison et des molécules précédemment employées afin de ne pas favoriser une résistance des parasites. Les animaux d'un même groupe sont vermifugés en même temps.
En France, le vermifuge est prescrit par une vétérinaire, et délivré par un vétérinaire ou un pharmacien. Il est déconseillé d'employer des molécules destinées au bovins, celles-ci n'ayant pas été testées chez les chevaux.